# 漳泉械鬥
漳泉械鬥，是指發生於在18世紀中葉到19世紀末葉的臺灣清治時期，來自福建省的漳州府與泉州府的兩大移民族群之間的武裝衝突。而這兩州移民的分類械鬥，也稱「漳泉拚」。

## 背景
臺灣漳州移民主要居住在中部平原地帶、北部沿海地區及蘭陽平原，故偏漳州話腔調被稱為內埔腔；泉州移民主要居住在中部沿海地區、臺北盆地，南部則為泉漳移民混合區。故「泉州人居住在海濱，漳州人居住在內陸平原」的說法，僅在臺灣中部地區符合此一分布。
大致來說，在台灣中部各縣市為例，泉州裔台灣人大多分佈在海線各鄉鎮，使用「海口腔」臺語（偏泉腔），以鹿港腔為代表；漳州裔台灣人大多分佈在山線各鄉鎮，使用「內埔腔」臺語（偏漳腔）。在嘉義縣市、台南市、高雄市和屏東縣一帶，原先漳泉兩裔也是呈山線、海線分佈，但如今口音已混合成「混合腔」臺語（聲調偏漳的漳、泉混合腔）。在大台北地區，則台北市內較多泉州裔閩南人，板橋、中和一帶則較多漳州裔閩南人，所以有「隔條景美溪，口音就不同」之說法。所以台北漳泉雙方械鬥時也往往以景美溪為天然界線和戰場。
又在基隆東北角、宜蘭地區的漳泉雙方分布情形的話，大致上是基隆老市區（以獅球嶺為界）、瑞芳沿海（瑞濱）、貢寮到整個蘭陽平原，是漳州人的地盤，尤其蘭陽平原上的宜蘭腔，就是很道地的漳州話漳浦腔閩南語；而瑞芳市區到九份、暖暖、七堵、到汐止，則是泉州人的地盤（即清朝稱瑞芳九份到汐止一帶的石碇堡地區）。又因為泉州人往往信仰清水祖師、保儀大夫（尪公）等，而基隆老市區的漳州人並不信仰，所以基隆一帶以往有尪公無過嶺（獅球嶺）的說法。但現在百餘年來的泉漳文化逐漸融合，現在基隆老市區也可見到尪公廟，譬如崇右影藝科技大学就是位於基隆老市區，但該校對面的濟安宮，則是屬於尪公廟，該廟是中華民國接管臺灣後才建立的。所以當年基隆東北角地區漳泉械鬥時，也往往以獅球嶺至月眉山一帶山脈為天然界線和戰場。

## 原因
關於探究漳泉械鬥的論述，於清嘉慶十一年（1806年），當嘉慶帝在萬壽山玉蘭堂去詢問理臺多年的楊廷理有關在福建省臺灣府活動的漳州府人與泉州府人何以不和的緣故時，楊氏即指出，這「都是漳、泉無業游民愛分氣類，所以易于滋事。」他亦指出，「每漳、泉不法」時，廣東省人「即眾出力」來平定，而「林爽文滋事，也甚得其力」。

原因也可以概括為以下幾點：
- 清朝中期大量移民來台，先來後到的族群之間存在諸多利益衝突。如灌溉水權、爭取墾地、建屋蓋廟等等。
- 同鄉移民聚集地相近，與外鄉移民利益衝突時容易聚眾私自逞鬥。
- 族群之間有文化差異。
- 官衙控制力不夠，無法禁絕。甚至漠視、分化兩方爭鬥，造成兩敗俱傷以強化自身統治。
- 民風強悍與羅漢腳人數過多。
- 土豪世族的利益紛爭。

## 發生地點與年份

### 18世紀
- 1751年台灣縣漳泉械鬥 
  - 客家人遷至峰仔峙社 （台北、汐止）
- 1769年彰化漳泉械鬥
- 1775年彰化漳泉械鬥

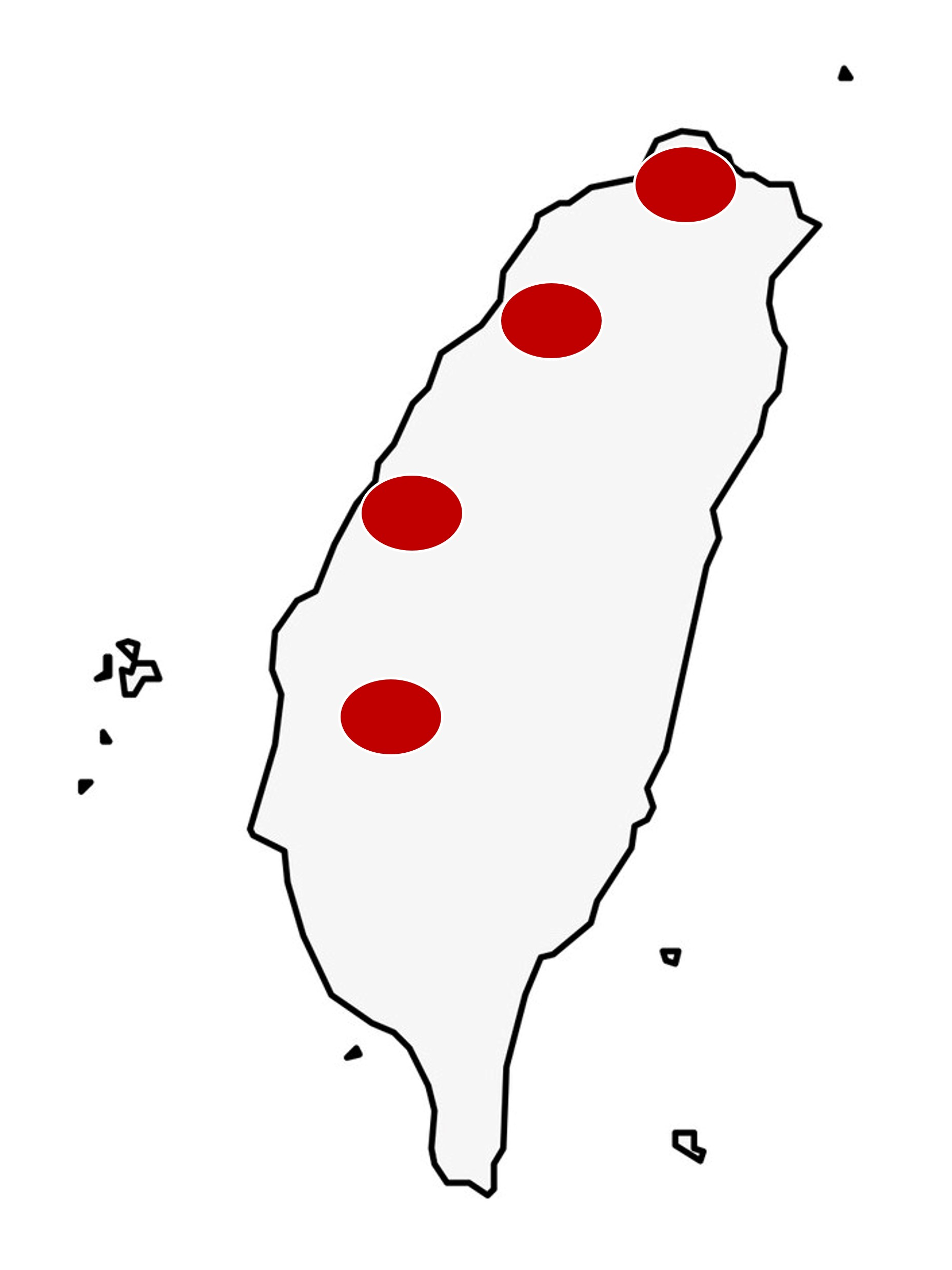
漳泉械鬥較嚴重的地區略圖

  - 彰化縣治西門外四里的蕀桐腳莊，疑為謝笑案之誤植
- 1782年北台灣、彰化、嘉義漳泉械鬥（謝笑案） 
  - 參與方：南屯、草屯、大里、竹山等地之漳人；鹿港、番仔港等地的泉人
  - 波及地區：笨港、鹽水港、十八重溪、大崎頂等地。
  - 事件延續3個多月，最後由福建水師提督黃仕簡來臺灣鎮壓才結束。
  - 官方報告：斬首者290餘人，流放者320餘人。淡水同知焦長發措置失宜，肇啟漳泉互鬥，請旨正法，以昭炯戒。
  - 刑部駁浙江巡抚福崧條奏臺灣械鬥匪犯請停發新疆一摺，所駁甚是，已依議行矣。前因積匪猾賊歷年發遣新疆者為數太多，經伊勒圖具奏，仍改發雲、貴、兩廣煙瘴地方。
- 1783年台北黃泥塘械鬥
- 1783年台北嘉義彰化漳泉械鬥
  - 福建黃仕簡來台平亂，採用與處理閩粵械鬥相同的分化平變伎倆。
  - 官方報告：處決淡水廳（轄區為北台灣）主官台灣府淡水撫民同知焦長發，並撤除諸羅縣知縣冷震金之職。
- 1786年爆發全台灣的林爽文事件
  - 含漳、泉、粵、平埔族械鬥
- 1787年淡水廳白石湖漳泉粵械鬥
- 1788年彰化漳泉械鬥（陳顯案） 
  - 陳顯，福建晉江人，藉口朋友遭漳州人蔡山打傷，聚遊民7人報復並搶劫蔡山家財。
- 1790年彰化泉籍與漳粵械鬥（張標案） 
  - 漳人張標欲復興天地會以抗泉人。官方判決斬首28人、流放黑龍江8人。
- 1791年彰化漳泉械鬥

### 19世紀
- 1802年蛤仔難漳泉械鬥（吳化）
- 1806年漳泉新竹械鬥
- 1806年漳泉鹿港械鬥
- 1806年後龍漳泉械鬥 
  - 泉籍輸，死四百餘人
- 1809年漳泉台北械鬥
- 1809年漳泉彰化械鬥（黃紅案）
  - 捉姦
- 1844年彰化漳泉械鬥
- 1844年台北漳泉械鬥
- 1846年漳泉械鬥
- 1847年大甲漳泉械鬥 
  - 漳人退居山線
  - 班兵械鬥
- 1850年漳泉台北械鬥
- 1850年嘉義、北港漳泉械鬥（王湧案）
- 1850年宜蘭漳泉械鬥
- 1851年葫蘆墩（豐原）、大甲、士林漳泉械鬥 
  - 林本源家族拓墾大嵙崁
- 1852年淡北漳泉械鬥
- 1853年漳泉台北新竹宜蘭械鬥
- 1853年板橋陳林異姓漳泉械鬥（林本源案）
  - 職業團體械鬥
- 1855年淡水廳北部漳泉械鬥
- 1859年七月台北枋寮街大火引起械鬥 
  - 1859年漳州同安兩籍苗栗械鬥 （台北械鬥，因均屬淡水廳，故誤植入苗栗縣史） 迪毅堂

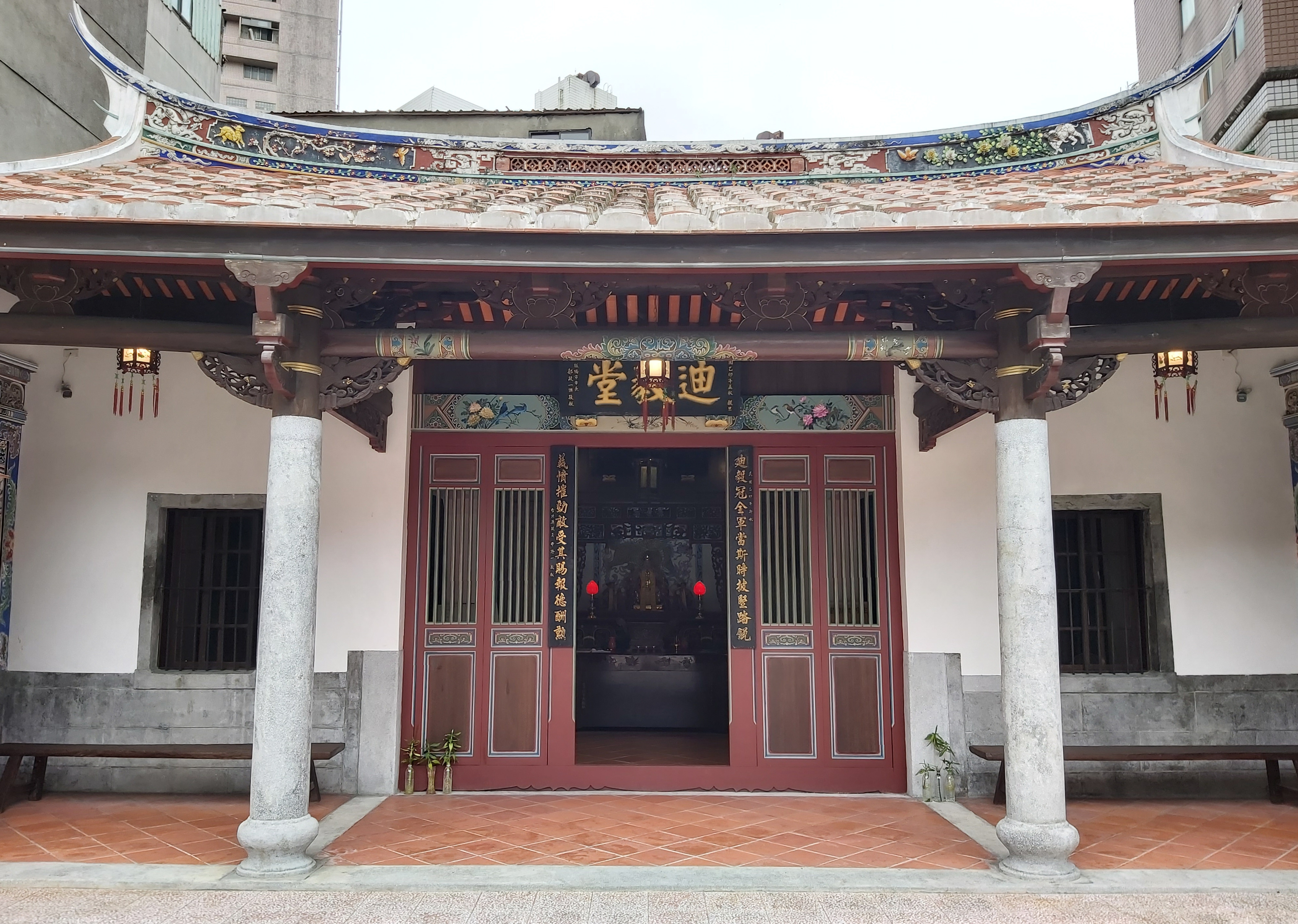
迪毅堂

  - 咸豐九年(1859年)，大械鬥爆發，《淡水廳志》兵燹條：「枋寮街(中和)火，漳泉互鬥，並漳州人燒港仔嘴(板橋埔墘)，瓦窯(今中，永和交界處)，加臘仔(今台北西園，東園)...等莊，旋而擺接(今板橋)，芝蘭一、二堡(今士林)，亦縱毀房屋。」艋舺泉州人為了保衛鄉土，以萬華龍山寺管理人林卿雲家族祖輩（武榮九牧林氏)為首，率領艋舺、加蚋（今台北市萬華區）、溪洲港仔嘴（板橋江翠）、瓦窯（今中和區，永和區交界處）及港仔墘...等莊各地泉人大舉進攻板橋，林國芳雖招募義勇力抗但终不敵，至咸豐十年(1860年)泉漳雙方才告和解。
  - 滬尾泉州人（今新北市淡水區）黃龍安（黃龍安，號亞蘭）為首率新莊、和尚洲會同各街莊泉人豪勇三千餘人攻漳州人大本營枋橋林本源家族。
  - 枋橋之漳人聚眾反攻泉人，械鬥禍及八芝蘭（今士林）二堡
  - 漳人八芝蘭（士林）村莊全燬，退居芝山岩避難。導致八芝蘭重建。
  - 1860年漳人大破新莊、西盛
- 1860年新莊漳泉械鬥
- 1861年淡水漳泉械鬥（林國芳案）
- 1862年4月15日淡水廳漳籍與泉粵械鬥（戴萬生之役） 
  - 官方清剿天地會餘黨失利所致。戴萬生被擒後凌遲處死
- 1865年漳泉嘉義械鬥 
  - 泉州漳州各居北港街與新港街。

## 械鬥帶來的影響
1. 財產生命損失：之所以稱「械鬥」，乃指這類型衝突動用的武器通常是致人於死的刀劍甚或槍械，雖然在法治約束下，縱火燒產，破壞屋垣情形比殺人情势較為常見，但一場中大型械鬥下來傷亡慘重可說難以避免（例如頂下郊拚），而不論是財產或生命的損失，都對當時社會造成無法估計的戕害。
2. 族群遷徙及同化：分類械鬥決定台灣族群分布，械鬥發生後，勝利者常常霸佔落敗一方的房屋，並改建廟宇信仰，為了平息紛爭或避禍，人口數量較少的落敗一方通常遷徙到位置較不好的遠地村庄或漸次與勝利者同化為因應。
3. 官方法制威信盡失：因為械鬥過程中，官方衙門做的最多只是辦理控制規模與預防民變角色，導致民眾不再相信法制，也因此社會守法觀念始終無法提昇，而這種現象直到台灣日治時期在法治政府全面控制下才大幅改善。
4. 劃清地界自我設限：械鬥之後各族為了防衛與預防再度發生事端，通常會加強各種工事（例如新八芝蘭的類似城堡街道），這種族群間的對立造成經濟與文化交流更加困難。這情形，經19世紀末期兩族群許多地方士紳努力，才逐渐有所改善。不過到如今，族群仍還是多少受其影響。

## 文學作品
在清代，噶瑪蘭廳的文人李逢時，是作有一首〈漳泉械鬥歌〉。其歌如下：
漳人不服泉州驢，泉人不服漳州豬。
終日紛紛列械鬥，田園廬舍相侵漁。
臺灣自昔稱樂土，漳人泉人久安處。
邇來強悍風氣殊，更望何人固吾圉。
甯長敬，林國芳，挾富挾貴無王章。
艋川搖動鯨鯢竄，蟲沙猿鶴罹奇殃。
我聞干豆有古寺，土人於此驗災異。
今年鐵樹又開花，械鬥從中有天意。
天意冥冥不可解，紅羊換劫總堪駭。
殺人如草死如眠，骷髏屯積血飄灑。
君不見漳人泉人鷸蚌持，粵人竟受弋人利，漳人是豬泉亦豬。
又不見長敬國芳號令行，漳泉各受二人制，泉人是驢漳亦驢。
臺灣作家李喬，曾經撰寫以閩粵械鬥為背景的《咒之環：幽情三部曲Ⅰ》與《散靈堂傳奇：幽情三部曲Ⅲ》兩部小說。